# 馬公港
馬公港、馬公商港，正式名稱為澎湖國內商港馬公碼頭區，是台灣澎湖縣馬公市的一個港口，位於馬公市區南側海岸，經營單位是臺灣港務公司高雄港務分公司馬公管理處。
馬公碼頭區本身為一開口朝西的馬蹄形天然港灣，港區遮蔽良好，風浪平緩，是澎湖群島對外海運的主要門戶，也是民生物資的主要輸入港口。每日皆有客輪往返高雄港新濱碼頭。

## 澎湖國內商港
澎湖國內商港簡稱澎湖港，為一港二碼頭區，包括馬公碼頭區及位於湖西鄉的龍門尖山碼頭區，兩者陸路距離約18公里、海路航程約15浬。馬公碼頭區北與基隆港相距約185浬，中與臺中港相距85浬、與布袋港相距41浬、與安平港相距52浬，南與高雄港相距76浬。另外，從馬公港出發至望安鄉約距18浬、至七美鄉約距29浬，龍門尖山碼頭區至布袋港約距28浬。

## 測天島軍港
馬公港為軍民合用港，軍港部分稱為測天島軍港。測天島軍港為中華民國海軍軍港之一，是海軍馬公基地的一部分，也是成功級巡防艦的母港。

## 圖輯

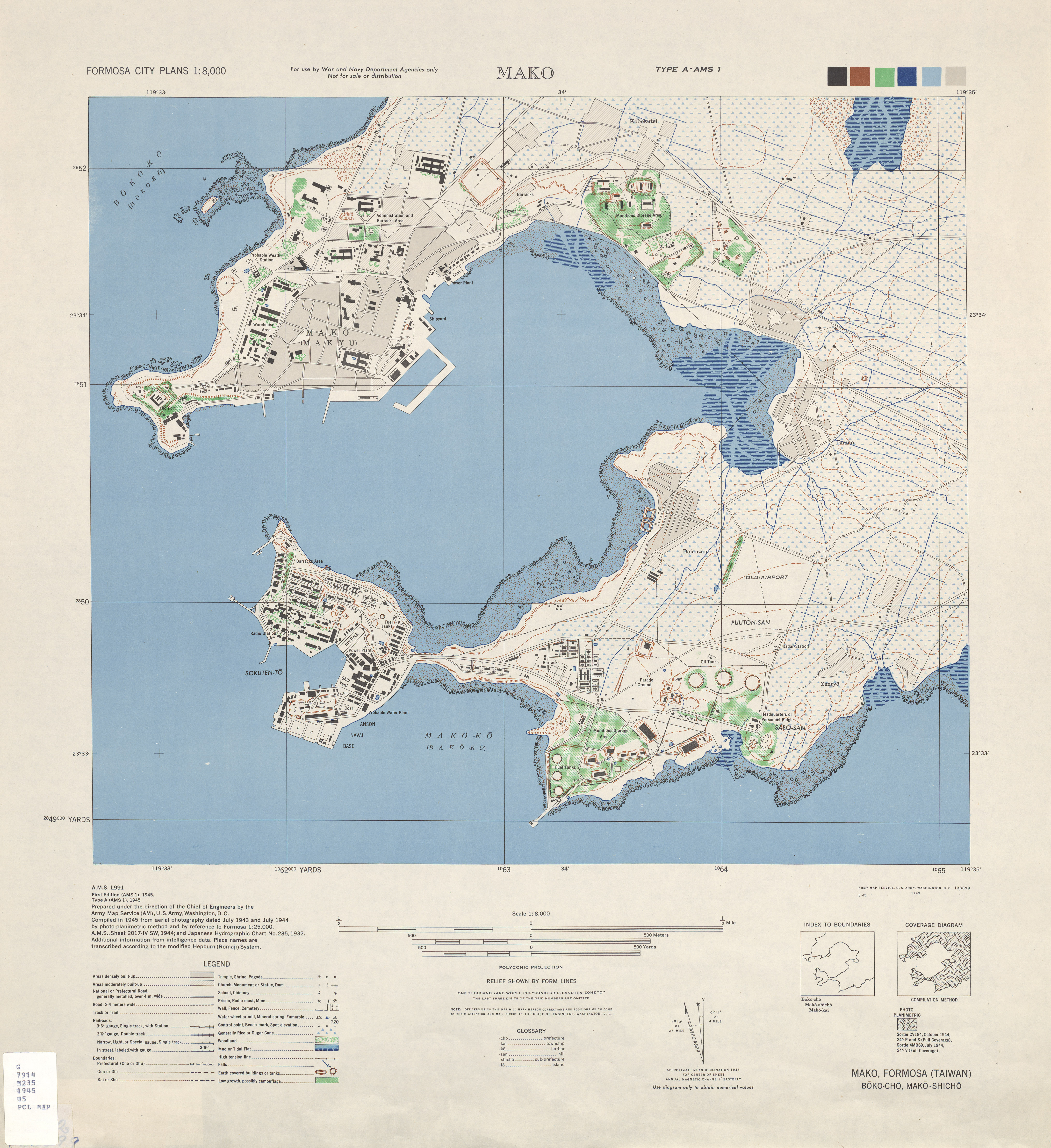
1945年馬公港全景圖
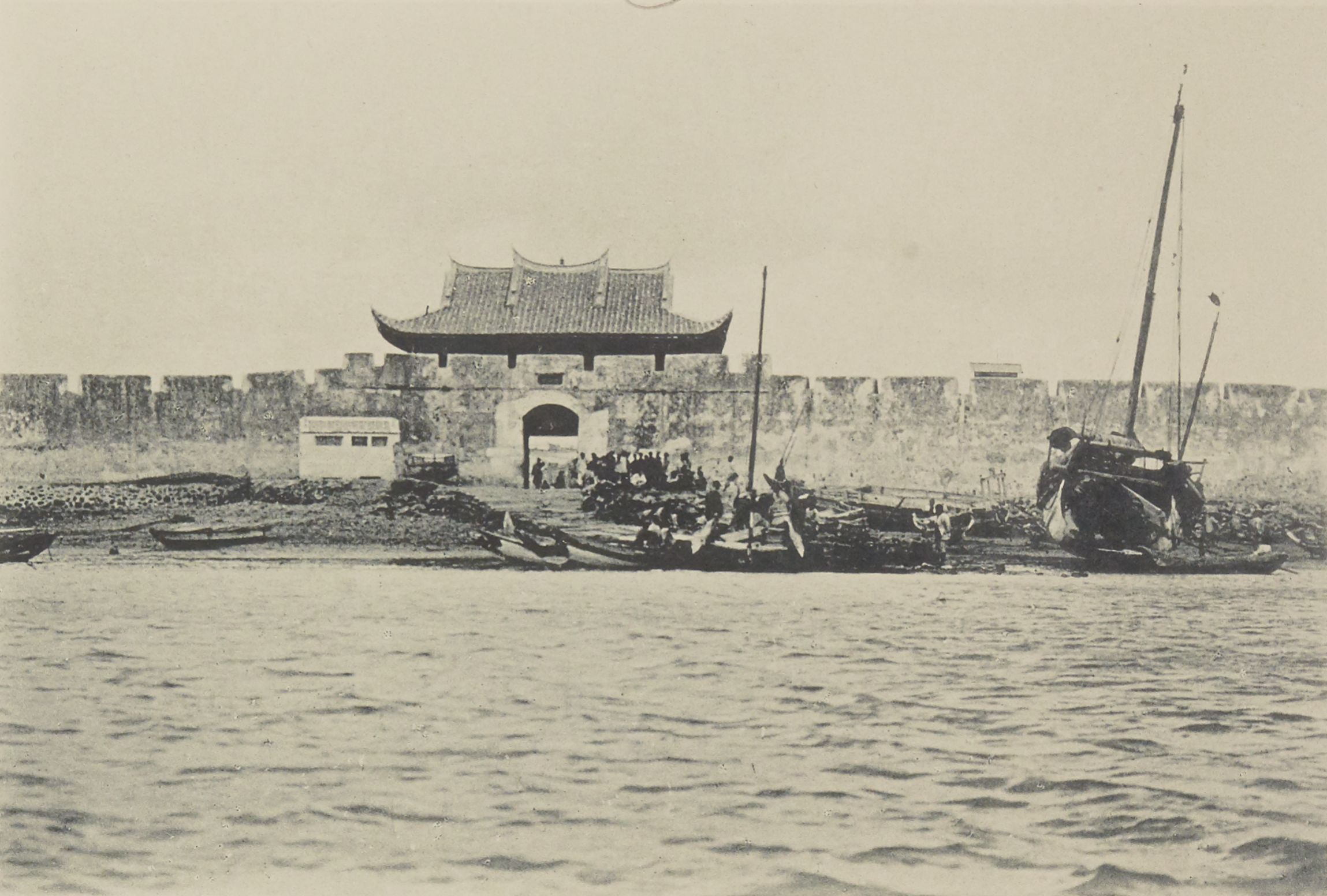
清朝末年的馬公港
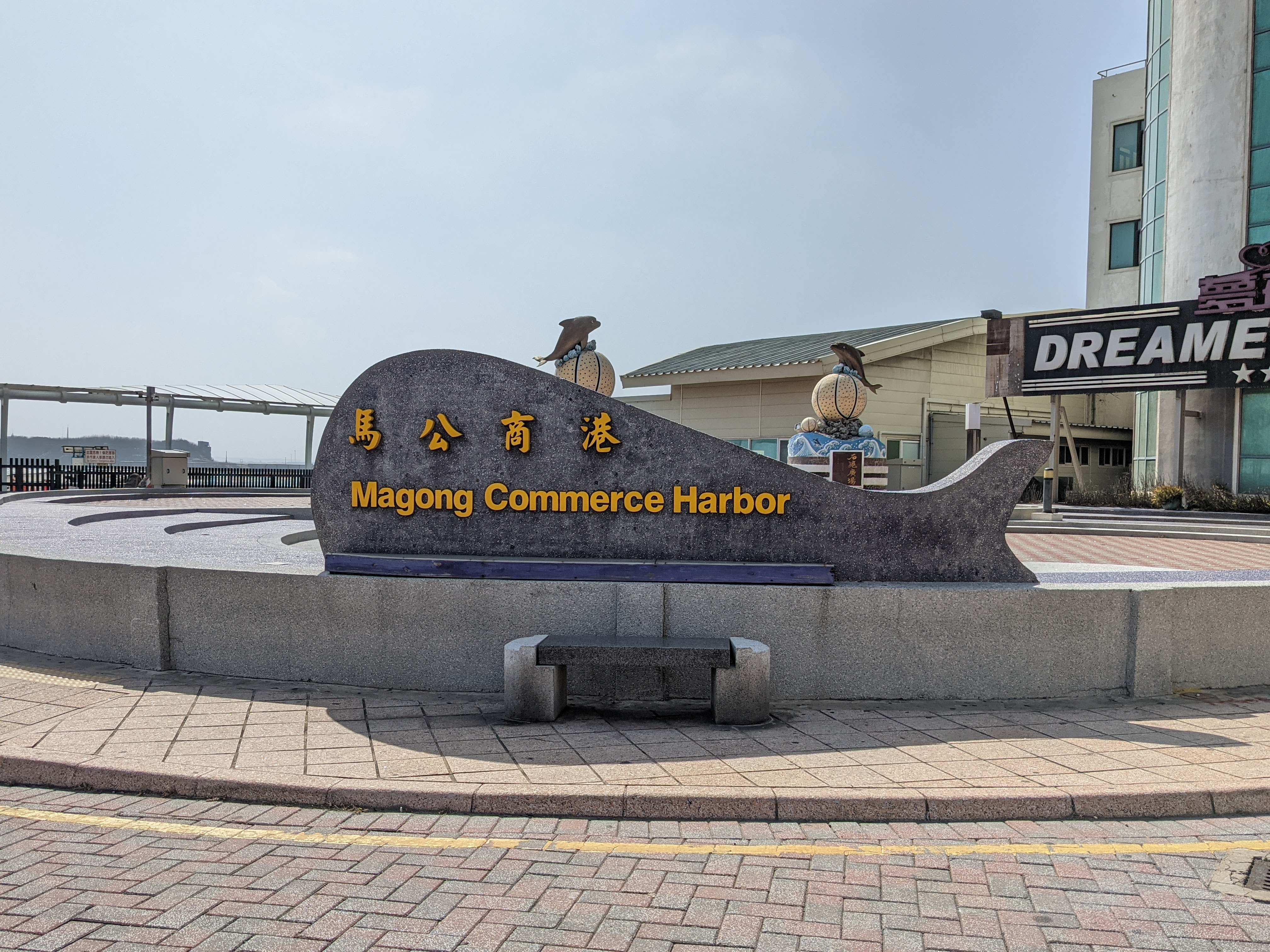
馬公商港廣場
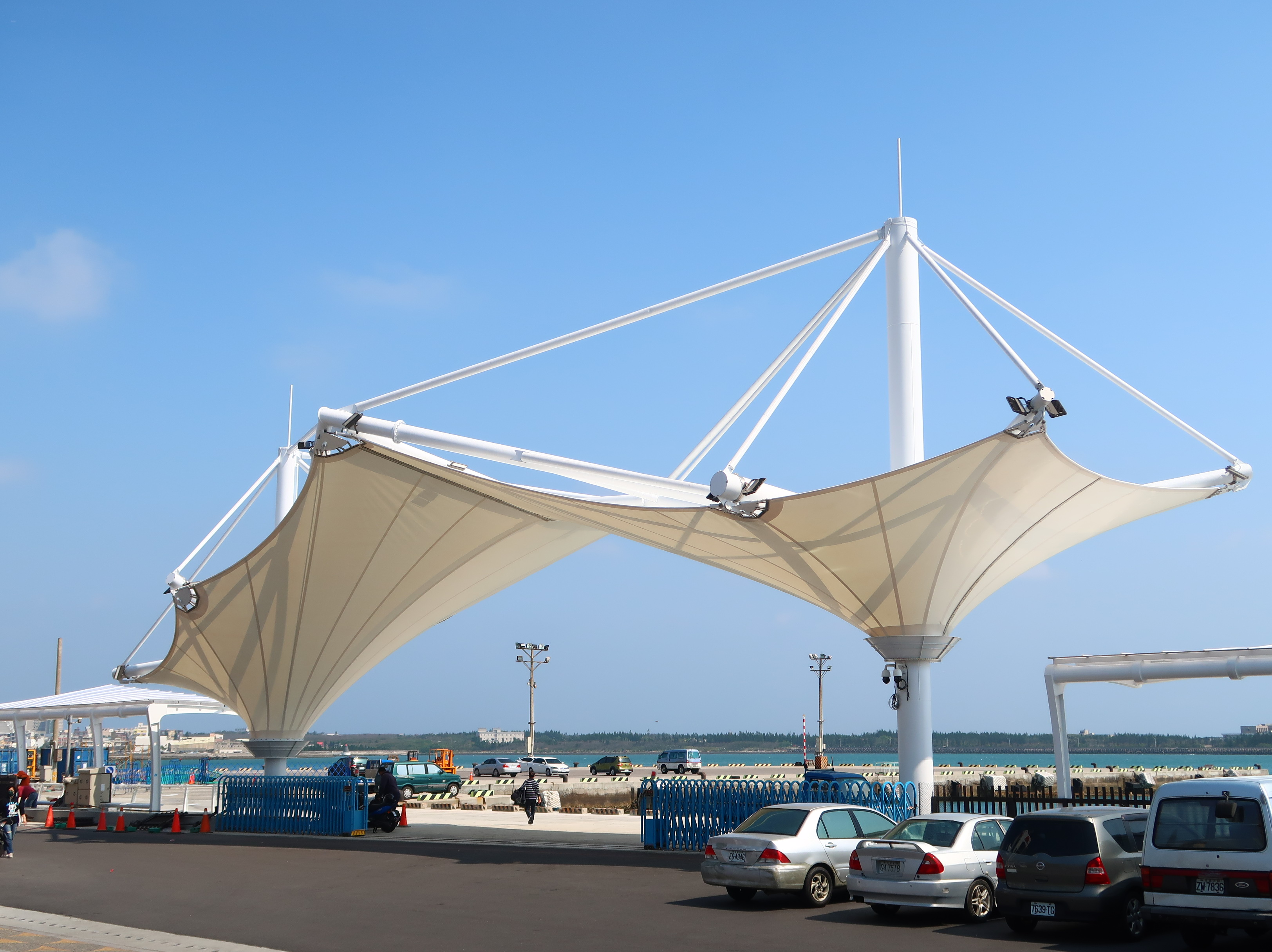
進出口造景
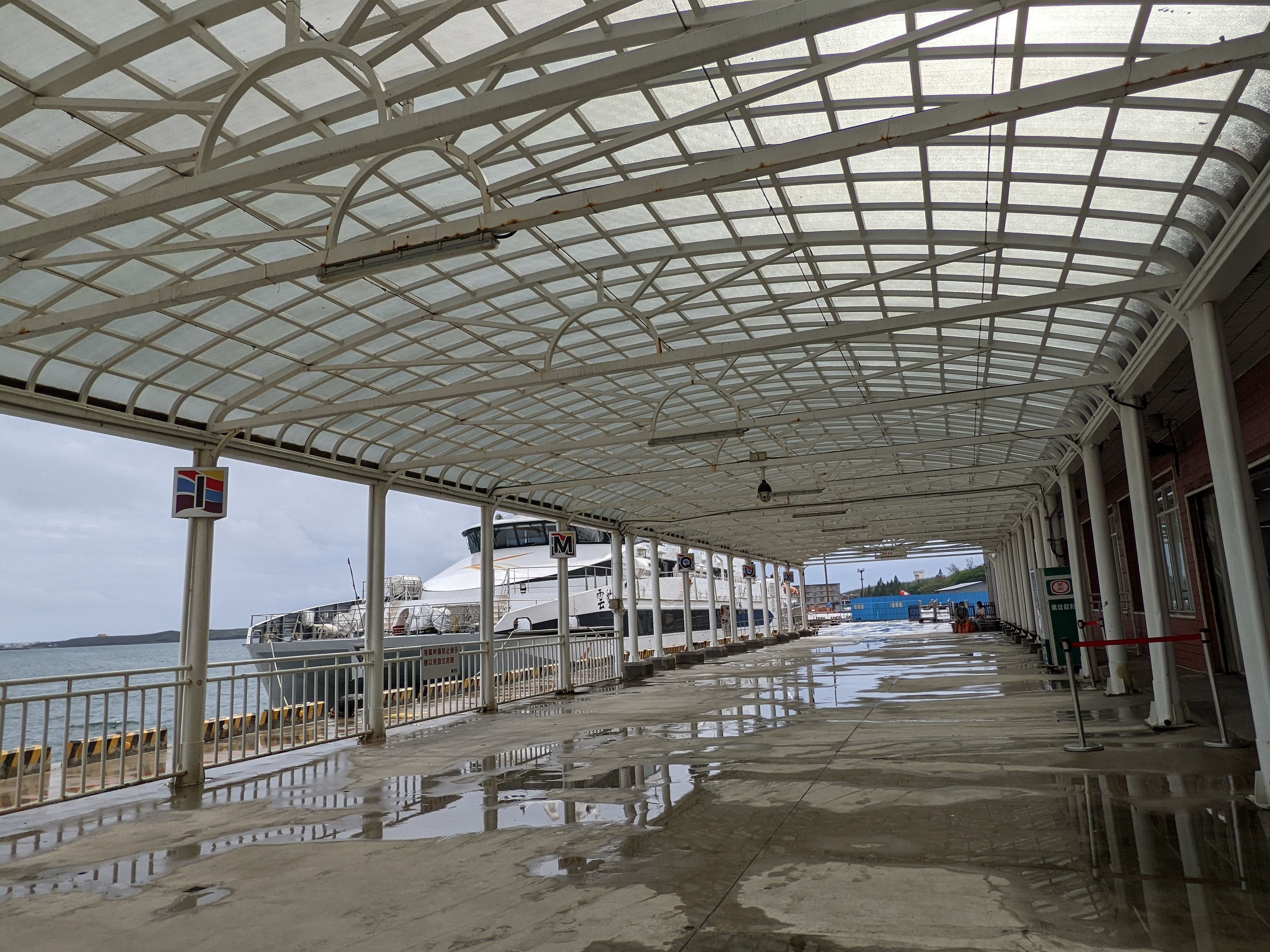
登船通道
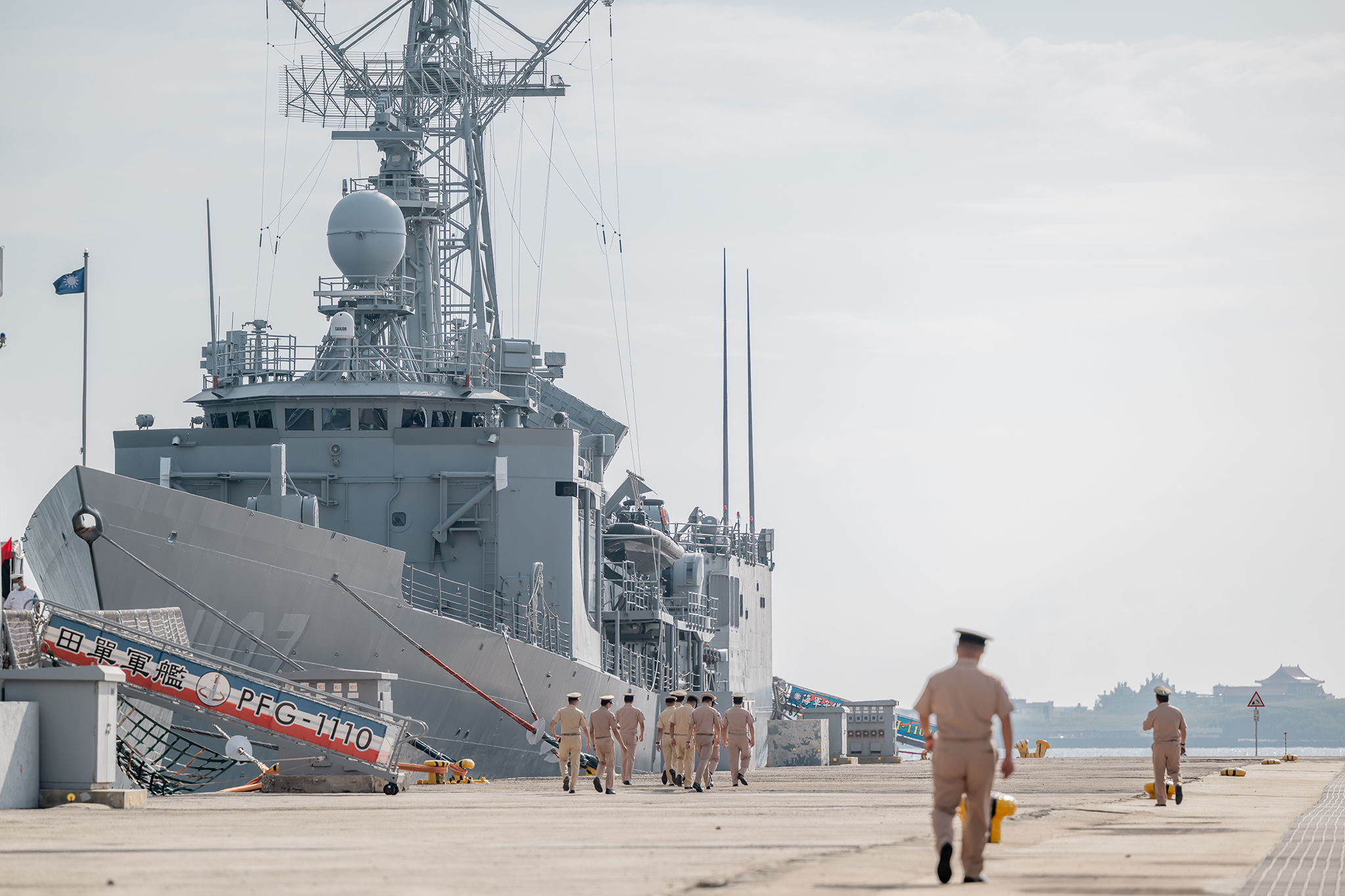
於測天島軍港泊港的子儀號巡防艦

## 外部連結
- 臺灣港務股份有限公司-高雄港務分公司馬公管理處 全球資訊網 （页面存档备份，存于）
- 馬公往返布袋高雄船班時刻表 （页面存档备份，存于）